# Raphaël Bischoffsheim
Raphaël-Louis Bischoffsheim (22 de julio de 1823-20 de mayo de 1906) fue un banquero francés, miembro de la prominente familia Bischoffsheim.

## Antecedentes familiares
Raphaël-Louis fue hijo de Louis-Raphaël Bischoffsheim, quien nació en Maguncia en 1800 y como se quedó huérfano muy joven, abandonó la escuela para ir a trabajar en el Banco de Hayum de Salomon Goldschmidt. En 1820, dejó Fráncfort y se fue a Ámsterdam donde creó su propio banco. En 1822, se casó con Amelia, la hermana de Benedict Hayum Goldschmidt. En 1850 la familia se mudó a París, donde abrió una de las tres sucursales de su banco.

## Biigrafía
Desde 1842 Raphaël-Louis fue enviado a París por su padre, para que estudiara en la Escuela central de artes y manufacturas. Después de su graduación, fue nombrado inspector de la línea de ferrocarril del norte de Italia. Ahí trabajó hasta 1873, cuando, tras el fallecimiento de su padre, asumió la administración del grupo bancario de la familia. En 1870 fue el elemento motriz que permitió la creación del Banco Franco-Egipcio. El 24 de abril de 1880 obtuvo la nacionalidad francesa.
En 1873, Bischoffsheim encargó al arquitecto Charles Garnier la construcción de una villa en Bordighera, la cual fue llamada Villa Bischoffsheim. Fue terminada en 1875. Bischoffsheim, quien era una persona muy generosa, había empezado a invertir y hacer planes para mejorar la ciudad. Su proyecto favorito era la construcción de un observatorio en el Monte Bego. Desafortunadamente, las municipalidades rechazaron su propuesta. Bischoffsheim, tuvo problemas con el dinero que le prestó a la ciudad para mejorar la Vía Romana, por lo que decidió regresar sus negocios a Francia.
Su pasión por la astronomía ya le había llevado a invertir en los observatorios de París, de Montsouris y del Pic du Midi. Cuando Bordighera rechazó su propuesta de un observatorio, Bischoffsheim construyó uno en Niza, en Mont-Gros, dotándolo de los equipos más avanzados y convirtiéndolo en un centro de excelencia. El observatorio se inauguró en octubre de 1887. Su contribución a la ciencia y la sociedad fue tal que Bischoffsheim recibió del Gobierno francés la Legión de Honor y en 1889, en la Exposición Universal de París, dos medallas de oro: una por el Observatorio de Niza y otra por la escuela profesional del Boulevard Bourdon en París.

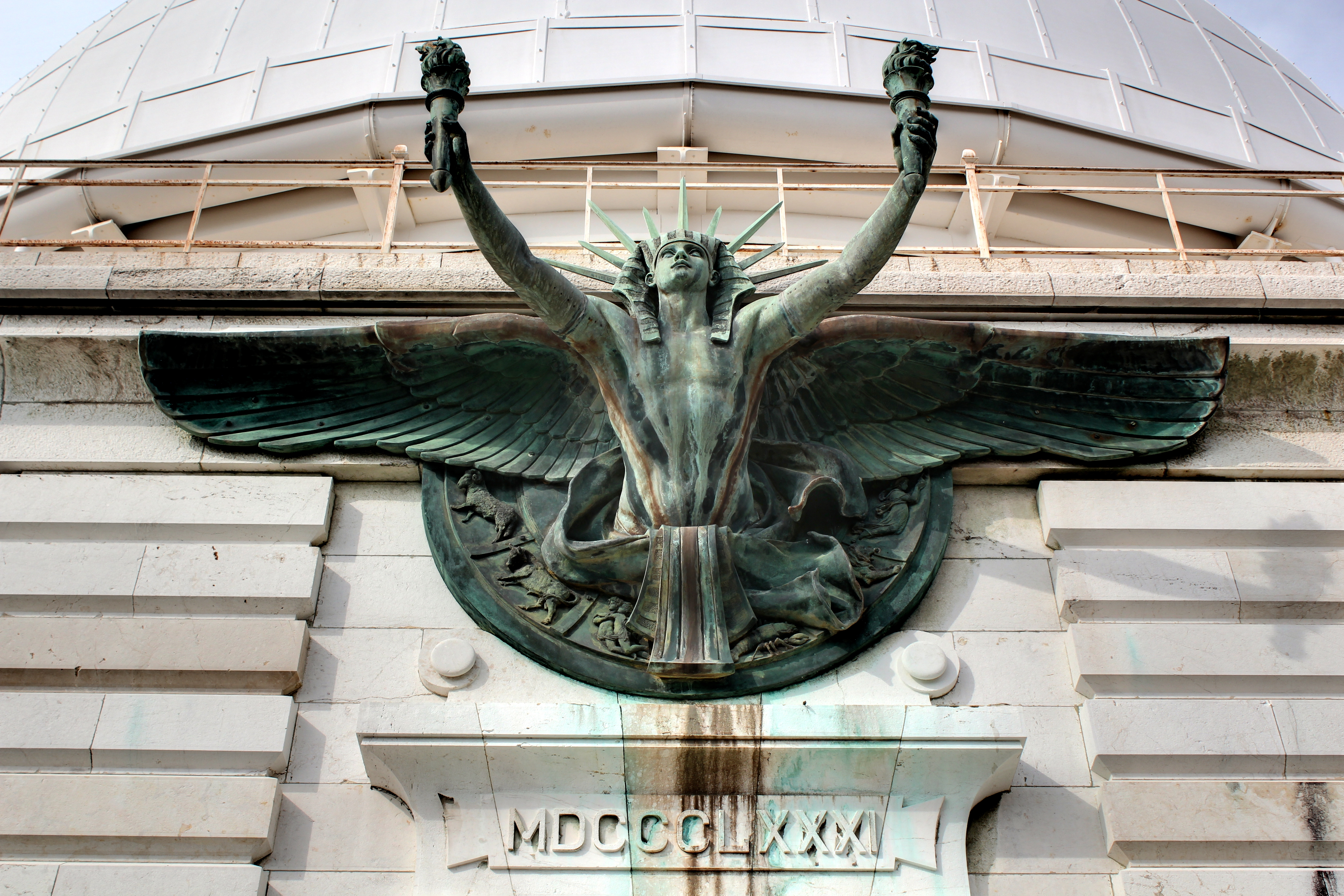
Fachada de la cúpula Bischoffsheim en el Observatorio de Niza

En 1881, fue electo diputado por los Alpes Marítimos, puesto que conservó hasta 1885 cuando fue representante del distrito de Niza en la Cámara de Diputados. De 1889 a 1890 obtuvo un segundo periodo, esta vez por Niza y en 1893 un tercero por la comunidad de Puget-Théniers.
Como miembro de la Unión Republicana (centro izquierda), apoyó los ministerios republicanos de Jules Ferry y Léon Gambetta. Luego militó en la Unión Liberal desde donde se opuso a la Separación Iglesia-Estado.
En 1890,fue electo miembro de la Academia Francesa de Ciencias.
El 6 de mayo de 1906, en la primera vuelta de las elecciones legislativas, fue derrotado por Alfred Donadei, quien obtuvo 3,598 votos, en comparación con sus 1,818, de 5,478 votantes. Pocos días después, el 20 de mayo, murió en su domicilio. Fue sepultado el 23 de mayo en París, en el Cementerio de Montparnasse.